# Tales from the Borderlands
Pour les articles homonymes, voir Borderland.
 (septembre 2015).
Si vous disposez d'ouvrages ou d'articles de référence ou si vous connaissez des sites web de qualité traitant du thème abordé ici, merci de compléter l'article en donnant les références utiles à sa vérifiabilité et en les liant à la section « Notes et références ».
Tales from the Borderlands est une série épisodique de jeux d'aventure en point and click, développée par Telltale Games en partenariat avec Gearbox Software et 2K Games. Le premier épisode est sorti en novembre 2014 sur Android, iOS, Microsoft Windows, OS X, PlayStation 3, PlayStation 4, Xbox 360 et Xbox One. L'histoire se déroule après Borderlands 2.

## Système de jeu
Tales from the Borderlands  est une série épisodique de jeux d'aventure en pointer-et-cliquer dans laquelle le joueur explore son environnement et interagit avec celui-ci afin de résoudre des enquêtes et progresser dans le jeu. Sur le même modèle que The Walking Dead, précédent titre de Telltale Games, l'histoire est influencée par certains choix que fera le joueur au cours de sa progression et lors de son interaction avec les autres personnages du jeu. Lors de certaines cinématiques interactives, un Quick Time Event est proposé au joueur. Suivant la réussite ou non, certains éléments de l'histoire à venir peuvent se voir modifiés. Le jeu inclut aussi quelques éléments caractéristiques de la série Borderlands, comme la génération de loot. Une originalité est que le joueur incarne deux personnages (Rhys et Fiona) qui racontent chacun sa version des faits.

## Liste des épisodes
- Épisode 1 : Zer0 Thune
- Épisode 2 : L'agression d'Atlas
- Épisode 3 : Auto-loc
- Épisode 4 : Plan d'évasion Bravo
- Épisode 5 : L'Arche du Baroudeur

## Synopsis
Rhys et son ami Vaughn, deux employés d'Hyperion, après avoir été humiliés par leur pire ennemi Vasquez, décident de s'emparer d'une "clé de l'arche" que ce dernier convoitait. Pendant ce temps, Fiona et sa sœur Sasha, des arnaqueuses à la petite semelle, aidées de leur mentor Félix viennent de monter le coup du siècle en créant une fausse clé de l'arche pour la vendre à un ponte d'Hypérion (Vasquez) pour 10 millions de dollars. Mais l'échange va mal tourner à cause de l'arrivée de bandits. Rhys, Vaughn, Fiona et Sasha vont se retrouver malgré eux embarqués dans une folle aventure.

## Distribution[6]
- Rhys : Troy Baker
- Fiona : Laura Bailey
- Vaughn : Chris Hardwick
- Sasha : Erin Yvette
- Vasquez : Patrick Warburton
- August : Nolan North
- Le beau Jack : Dameon Clarke
- Athena : Lydia Mackay
- Loaderbot : Raison Varner
- Gortys : Ashley Johnson
- The stranger : Roger L. Jackson
- Félix : Norman Hall
- Vallory : Susan Silo
- Yvette : Sola Bamis